# Dolní Lochov
Dolní Lochov – gmina w Czechach, w powiecie Jiczyn, w kraju hradeckim. Według danych z dnia 1 stycznia 2014 liczyła 49 mieszkańców.